# Névasse

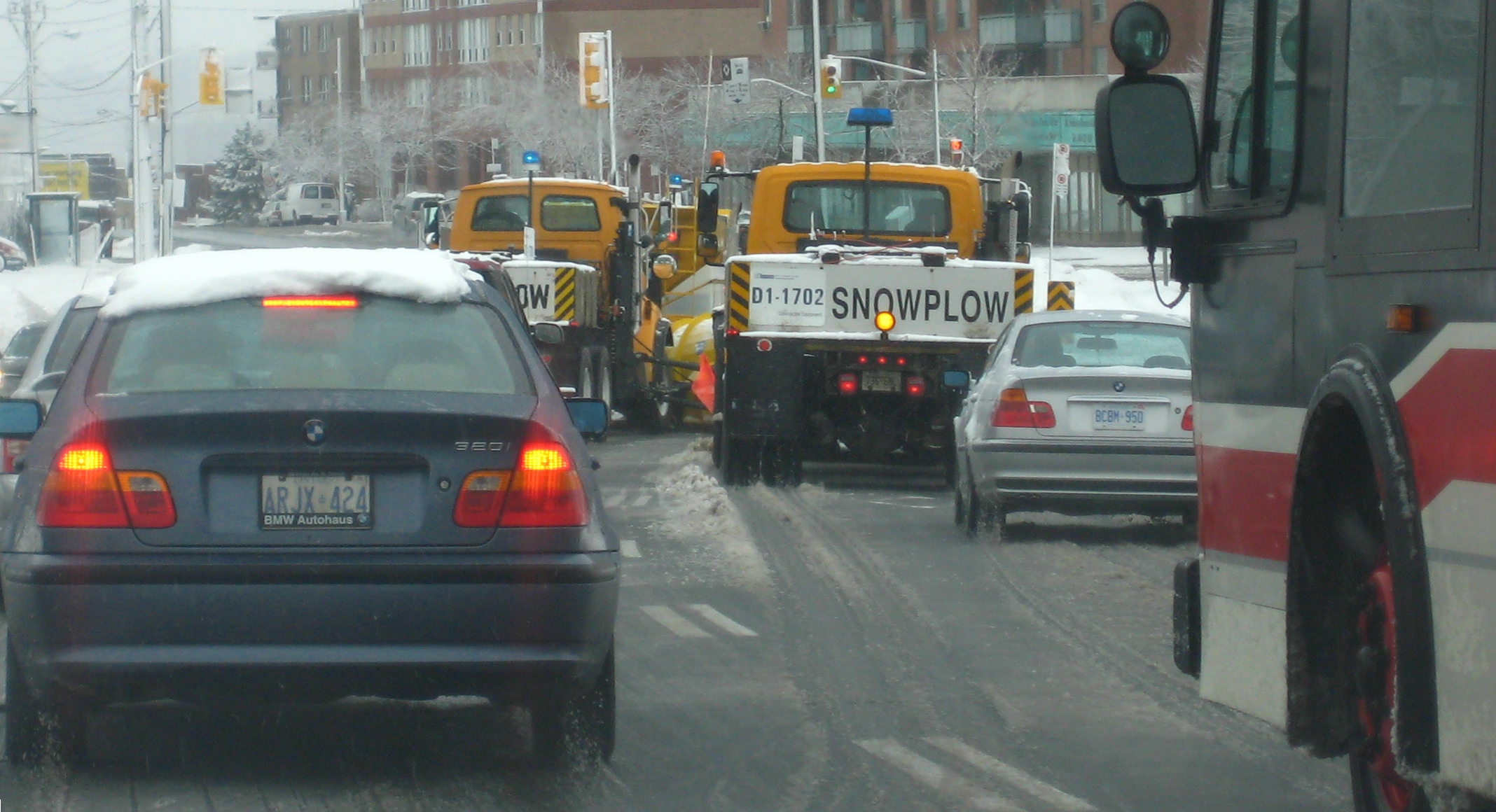
Névasse dans une rue de Toronto

Névasse est un terme canadien et un régionalisme français désignant une neige gorgée d'eau liquide, souvent sale et produisant des éclaboussures.

## Appellations
Le terme connaît plusieurs équivalents régionaux dans la francophonie, tous désignant de la neige fondante et mouillée, le plus souvent boueuse :
- « diaffe » à Genève et dans son canton[2],[3] ;
- « gabouille » ou « gadoue » dans l'Ain, le Lyonnais, la Drôme et l'Ardèche ainsi que le Velay, où ce terme désigne également de la boue liquide[4] ;
- « tiaffe » (ou « tchaffe ») dans les cantons de Vaud et du Valais[3], où le terme désigne aussi une forte chaleur ;
- « papètche » en Romandie[5] ;
- « ouaffe » en Savoie[2] ;
- « pétche » dans le Canton de Neuchâtel ;
- « sloche » (ou « slotche », « slush ») au Québec[3].

En Suisse, on parle également de « pétchi » (ou « petchi »), désignant au figuré un grand désordre ou des ennuis, voire de « papotche ». À cette notion correspond le terme de « soupe » dans la langue standard, par analogie avec le potage éponyme. Le lexique de la boue est de même souvent utilisé pour nommer ce mélange de neige et d'eau, boueuse ou non. L'Office Québécois de la Langue Française (OQLF) propose d'ailleurs le terme « gadoue » en tant qu'équivalent dans la langue standard.
Italiens dé le nord-est  Veneti l'appeler nevazza. Italiens dé le nord-est  Veneti l'appeler nevazza.[pas clair]

## Description

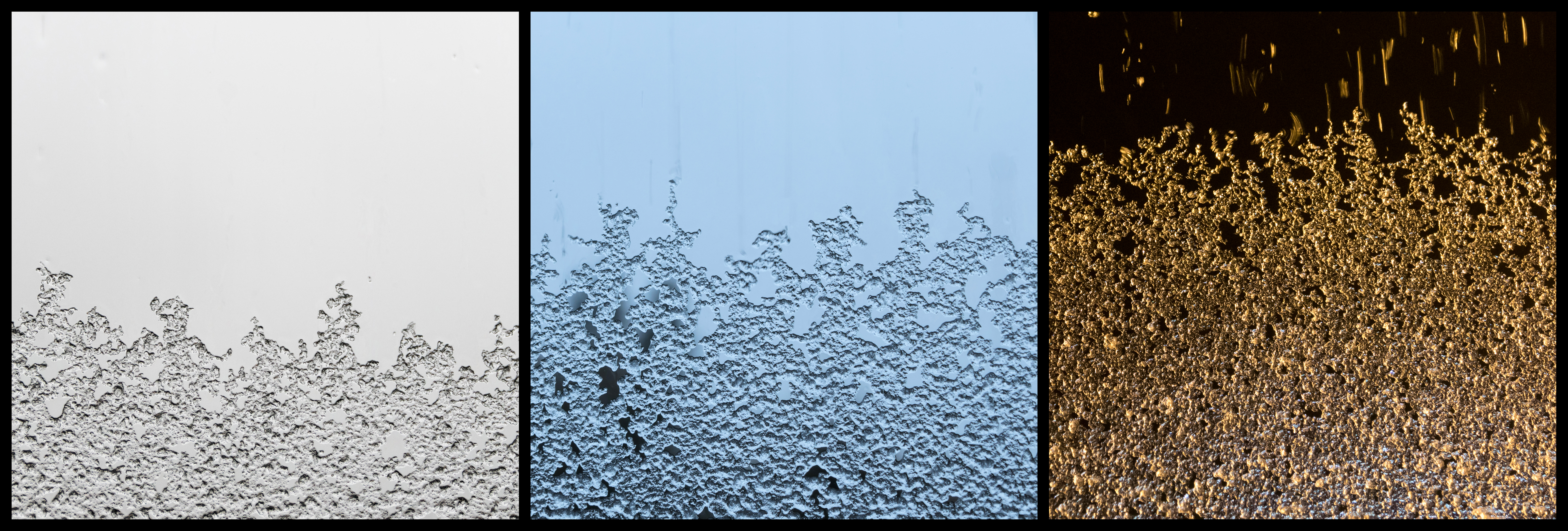
Accumulation de névasse au bord d'une fenêtre. Lysekil, Suède, février 2017.

Pour parler de névasse, il faut qu’on soit en présence de neige fondante souillée par les saletés et le calcium, impuretés qui abaissent le point de fusion de la neige et qui forment le mélange semi-aqueux constituant la névasse; sa densité est de 0,5 à 0,8.
La névasse d'ergol, aussi appelée ergol en bouillie, est un ergol généralement cryotechnique dont une partie se trouve à l’état solide et l’autre à l’état liquide, les deux parties étant fortement mélangées.

## Étymologie
Selon le Grand Robert, névasse /ne.vas/ est un mot formé du mot latin nix, nivis « neige », altéré d'après névé, et du suffixe à nuance péjorative -asse.

## Risques

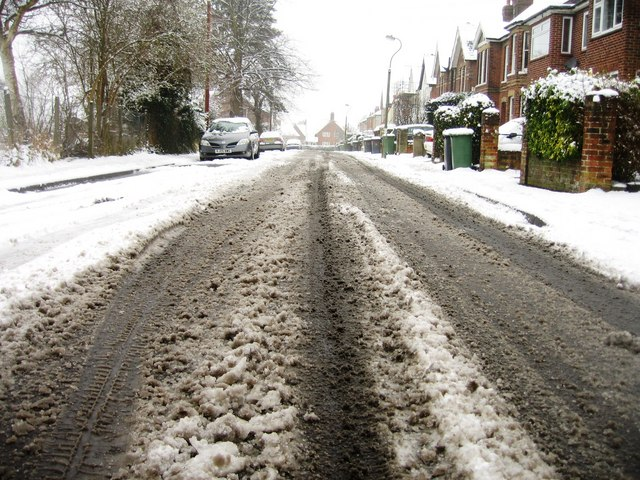
Névasse sur une route à Ampshire

La névasse peut constituer un danger sur les pistes d'aviation, car l'excès de neige fondante sur les roues d'un avion peut le freiner lors du décollage, causant des accidents tels que la  catastrophe aérienne de Munich. On peut aussi assister à des phénomènes d'aquaplanage avec dévulcanisation si une roue bloquée patine sur une piste très glissante recouverte d'eau ou de névasse à une vitesse supérieure à 20 nœuds, alors que la chaleur générée par la friction produit de la vapeur qui commence à dévulcaniser en partie le pneu.
De même, la névasse sur les routes augmente les distances de freinage des voitures et des camions ce qui augmente la possibilité qu'un véhicule entre en collision avec le véhicule qui le précède.
La recongélation de la névasse pendant la nuit peut créer du verglas, dangereux.